# Círculos gêmeos de Arquimedes

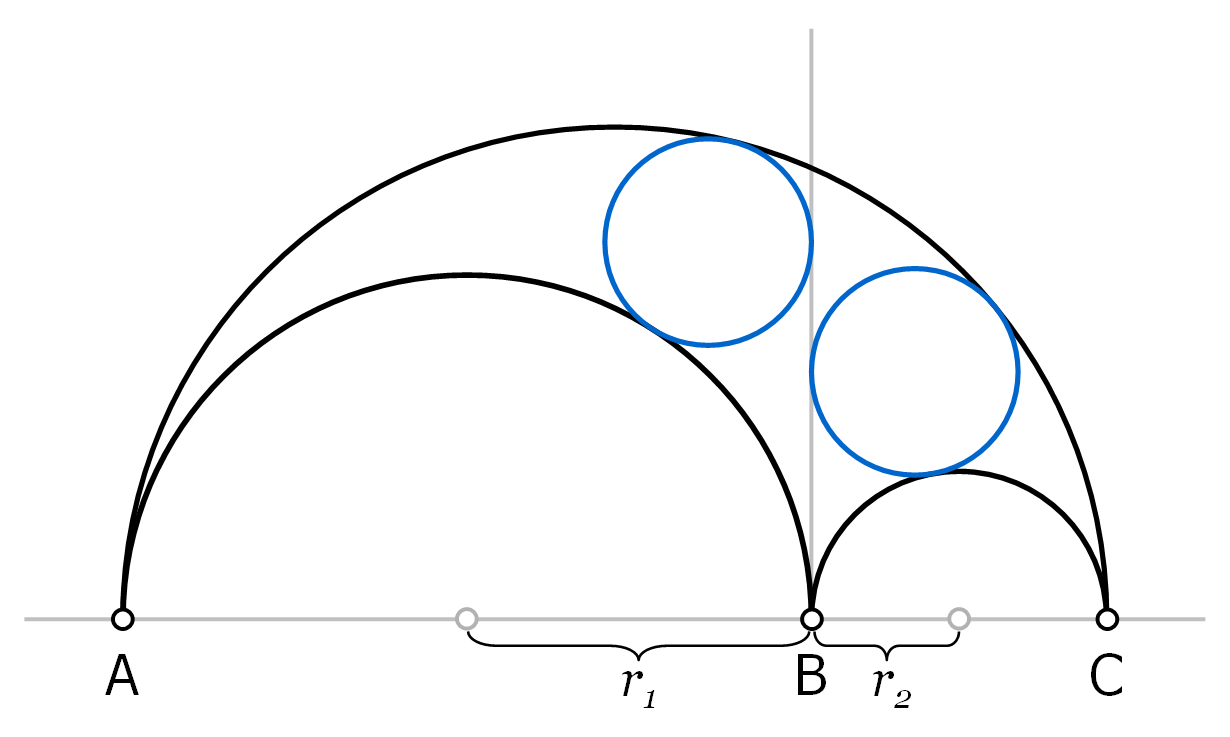
Arbelos (contorno em preto) e círculos gêmeos de Arquimedes (contornos em azul)

Círculos gêmeos de Arquimedes são dois círculos inscritos em um arbelos.
Sua construção é descrita no Livro dos Lemas, atribuído a Arquimedes.
Aplicando o teorema de Pitágoras pode ser demonstrado que os dois círculos tem o mesmo raio e portanto a mesma área.
Sendo os raios dos dois semicírculos menores {\displaystyle r_{1}} e {\displaystyle r_{2}}, o raio {\displaystyle R} dos círculos gêmeos é expresso por
{\displaystyle R={\frac {r_{1}r_{2}}{r_{1}+r_{2}}}.}